# Semîmohîlî, Hlobîne
Semîmohîlî (în ucraineană Семимогили) este un sat în orașul raional Hlobîne din regiunea Poltava, Ucraina.

## Demografie
Componența lingvistică a localității Semîmohîlî
     Ucraineană (98,89%)
     Rusă (1,11%)
Conform recensământului din 2001, majoritatea populației localității Semîmohîlî era vorbitoare de ucraineană (98,89%), existând în minoritate și vorbitori de rusă (1,11%).